# ویکو هوهتانن
ویکو هوهتانن ورزشکار مرد رشتهٔ ژیمناستیک اهل کشور فنلاند است. وی در بین سال‌های ‎۱۹۴۸ میلادی در مسابقات بازی‌های المپیک تابستانی در مجموع ۵ مدال، شامل ۳ مدال طلا و ۱ نقره و ۱ برنز را کسب کرد.